# Dayuan

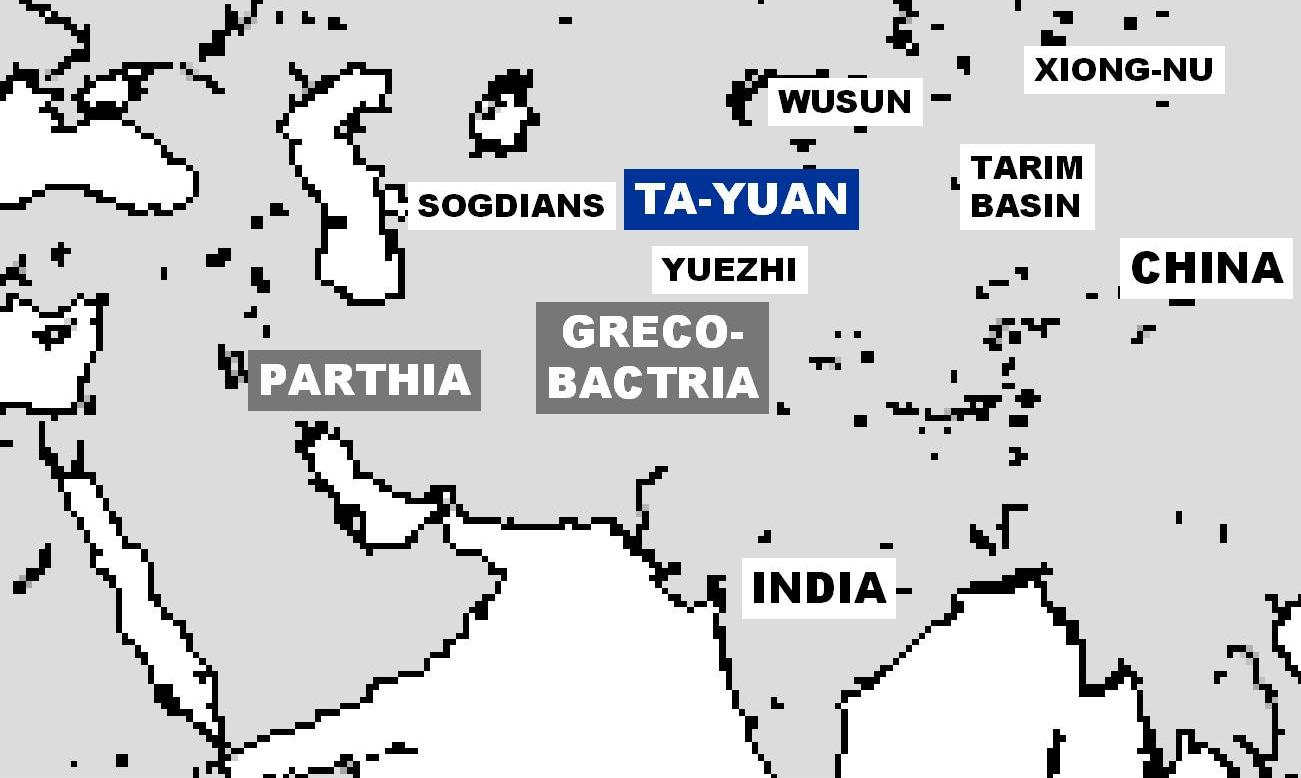
El Dayuan (en el valle del Ferganá) fue una de las tres civilizaciones avanzadas de Asia Central hacia el año 130 a. C., junto con Partia y el reino grecobactriano, según la obra histórica china Libro de Han.

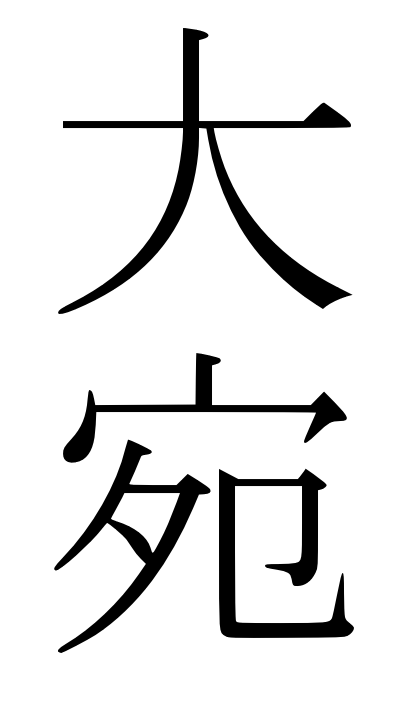
Caracteres chinos para Dayuan, que combinan el carácter para gran, y un carácter que originalmente representa a dos personas sentadas bajo el mismo techo, pero que aquí se utiliza por su valor sonoro. Se pronuncia yuan en lugar del más habitual wan.

Dayuan o Tayuan (en chino tradicional y simplificado, 大宛) es el exónimo chino de un reino que existió en el valle de Ferganá, en Asia Central, descrito en las obras históricas de las Memorias históricas del gran historiador Sima Qian y el Libro de Han. Se menciona en los relatos del famoso explorador chino del año 130 a. C. y de las numerosas embajadas que le siguieron en Asia Central. Generalmente se acepta que el reino de Dayuan se refiere al Valle de Ferganá, controlado por la polis griega Alejandría Escate (la moderna Khujand, Tayikistán).
Estas narraciones chinas describen a los dayuan como habitantes urbanizados con rasgos caucásicos, que vivían en ciudades fortificadas y tenían «costumbres idénticas a las de Daxia» o del reino grecobactriano, un reino del periodo helenístico que gobernaba en ese momento sobre Bactria en el norte de Afganistán. Los dayuan también se describen como artesanos y grandes amantes del vino.
Los dayuanes eran los descendientes de los griegos reasentados a la fuerza en la región por el Imperio aqueménida, así como de los posteriores colonos griegos que fueron asentados por Alejandro Magno en Ferganá en el año 329 a. C. (véase Alejandría Escate), y que prosperaron en el reino helenístico de los seléucidas y en el reino grecobactriano, hasta que quedaron aislados de los demás reinos helenísticos por las migraciones de los yuezhi hacia el año 160 a. C. y de los escitas en el 140 a. C. Parece que el nombre «Yuan» era simplemente una transcripción del sánscrito Yavana o del pali Yona, utilizado durante toda la antigüedad en Asia para designar a los griegos (“jonios”), por lo que Dayuan significaría “grandes jonios” o “grandes griegos”.
En el año 100 a. C., el reino fue derrotado por la dinastía Han en la Guerra Han-Dayuan. La interacción entre Dayuan y los chinos es históricamente crucial, ya que representa uno de los primeros contactos importantes entre una civilización occidental urbanizada y la china, preparando el camino para la formación de la Ruta de la Seda que uniría Oriente y Occidente en intercambios materiales y culturales desde el siglo I a. C. hasta el siglo XV.
[cita requerida]
Esta región fue gobernada por Persia desde Jerjes I, y comenzó a ser poblada por griegos en esa época. Cuando los griegos de otras partes del Imperio aqueménida se rebelaban o simplemente eran un estorbo para el gobierno aqueménida, eran exiliados al extremo noreste del Imperio aqueménida, el segmento más alejado de su patria. Por ello, en la época de la caída de Persia por las campañas militares de Alejandro Magno, los pueblos, la lengua y la cultura griegos eran comunes en esta región. 

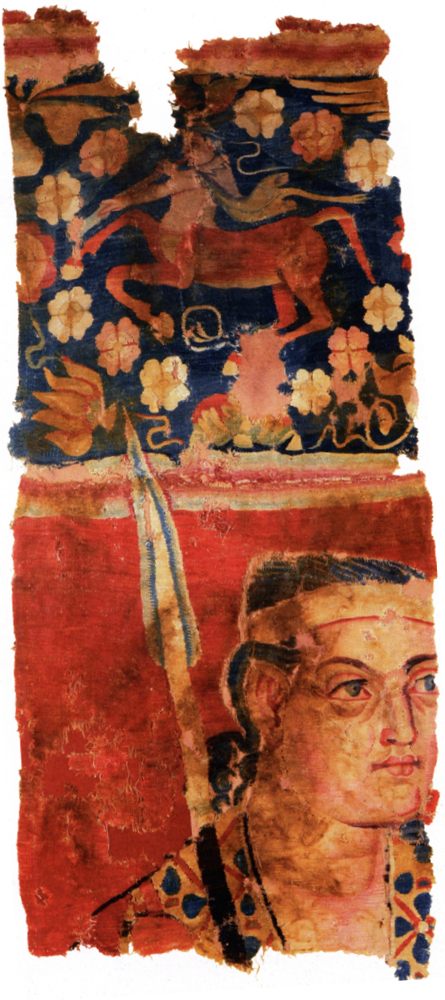
Rey helenístico (en referencia a la tiara real) con una lanza, el arma característica de los hoplitas. El fresco representa un centauro, un monstruo mitológico griego. Colgadura de lana, tapiz de Sampul, siglos III-II a. C., Sampul, Museo de Urumqi en Sinkiang.

La región de Ferganá fue conquistada por Alejandro Magno en el 329 a. C. y se convirtió en su base más avanzada en Asia Central. Fundó la ciudad fortificada de Alejandría Escate (Lit. "«Alejandría más lejana»") en la parte suroeste del valle del Ferganá, en la orilla sur del río Sir Daria. (antiguao Yaxartes), en el emplazamiento de la moderna ciudad de Khodjent. (también conocido como Khozdent, antes Leninabad), en el estado de Tayikistán. Alejandro construyó una muralla de ladrillos de 6 kilómetros de largo alrededor de la ciudad y, como en el caso de las otras ciudades que fundó, hizo instalar una guarnición macedonia de sus veteranos retirados y heridos. 
Toda la Bactria, la Transoxiana y la región de Ferganá permanecieron bajo el control del Imperio seléucida helenístico hasta el año 250 a. C. La región se independizó entonces bajo el liderazgo de sus gobernantes griegos Diodoto I para convertirse en el reino grecobactriano.

## Reino grecobactriano (250-160a.C.)

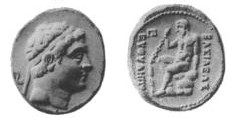
El rey Eutidemo I (230-200 a. C.)

Los grecobactrianos controlaban su territorio y, según el historiador griego Estrabón, incluso llegaban más allá de Alejandría Escate y "«extendían su imperio hasta el Seres y el Phryni»(Estrabón XI,1,1.). Parece que dirigieron expediciones hasta Kasgar, en Xinjiang, lo que propició los primeros contactos conocidos entre China y Occidente en torno al año 200 a. C. Se hallaron varias estatuillas y representaciones de soldados griegos al norte del Tien Shan, que ahora se exponen en el Museo de Urumqi (John Boardman). 
Alrededor del año 160 a. C., la región de Ferganá parece haber sido invadida por las tribus saca (llamadas Sai-Wang por los chinos). Los Sai-Wang, originalmente asentados en el valle de Ilí, en la zona del lago Issyk Kul, se retiraron al sur tras ser desalojados por los yuezhi (que a su vez huían de los xiongnu): 

«Los Yuezhi atacaron al rey de los Sai (“Sai-Wang”) que se desplazó una distancia considerable hacia el sur y los Yuezhi ocuparon entonces sus tierras»
Han Shu, 61 4B.

Los sacas ocuparon el territorio griego de Dayuan, aprovechando que los grecobactrianos estaban totalmente ocupados por su conflicto en la India contra los indogriegos, y apenas podían defender sus provincias del norte. Según W. W. Tarn:

«El resto de las tribus Sai-Wang aparentemente se apoderaron de la provincia griega de Ferganá... Era fácil en ese momento ocupar Ferganá: Eucrátides acababa de derrocar a la dinastía Eutidemida, él mismo estaba con su ejército en la India, y en 159 encontró la muerte... Heliocles, preocupado primero por la recuperación de Bactria y luego por la invasión de la India, debió dejar pasar esta provincia periférica».
W. W. Tarn, The Greeks in Bactria and India.

## Reino de los sacas

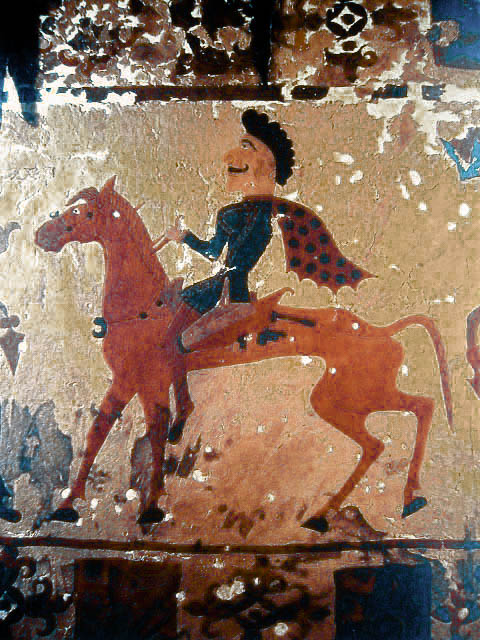
Un jinete saca (escita) de la región al norte del Tian Shan, meseta de Okok, c. 300 a. C.

Cuando el enviado chino Zhang Qian describió Dayuan hacia el año 128 a. C., mencionó, además de la floreciente civilización urbana, a los guerreros «que disparan flechas a caballo», una probable descripción de los guerreros nómadas sacas. Probablemente, para entonces, Dayuan se había convertido en un reino de pueblos nómadas que exigían el homenaje de la población helenística local urbanizada. 
Además, del 106-101 a. C., durante su conflicto con China, se dice que el país de Dayuan fue aliado de las tribus vecinas de Kangju (probablemente los sodgianos). Los chinos también registraron el nombre del rey de Dayuan como Mu-Kua, un nombre saca traducido al griego como Mauakes o Maues. Otro soberano escita llamado Maues fue posteriormente gobernador del reino indoescita en el norte de la India durante el siglo I a. C.

### Migración de los yuezhi
Según las crónicas de la dinastía Han en el 132 a. C., los yuezhi fueron expulsados del valle del río Ili por los wusun. Huyeron hacia el sur de la región del río Ili, evitaron la civilización urbana de los dayuan en Ferganá y se reasentaron al norte del río Oxus en Bactria, cortando definitivamente el contacto de los dayuan con el reino grecobactriano. Los yuezhi se extendieron más al sur, hacia Bactria propiamente dicha, alrededor del año 125 a. C., y luego formaron el Imperio kushán en el siglo I d. C.
Dayuan mantuvo muchos contactos e intercambios con China a partir del año 130 a. C. Hacia ese mismo año, en la época de la embajada de Zhang Qian en Asia Central, los habitantes de Dayuan fueron descritos como habitantes de una región correspondiente a Ferganá, muy al oeste del imperio chino.

«La capital del reino de Dayuan es la ciudad de Guishan (Juyand), distante de Chang'an 12 550 li (Shiji,123 llama a la capital Ershi). El reino cuenta con 60.000 familias, lo que supone una población de 300 000 habitantes, con 60 000 soldados entrenados, un virrey y un príncipe asistente nacional. La sede del gobernador general se encuentra al este, a una distancia de 4031 li».
Han Shu

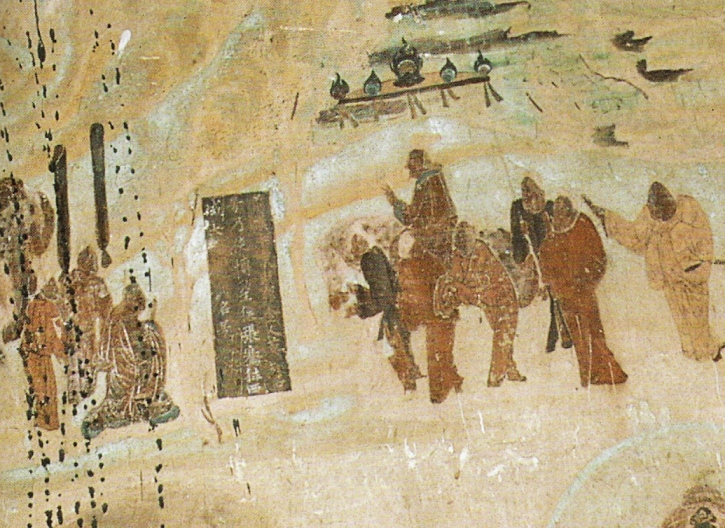
Zhang Qian dejando al emperador Han Wudi para su expedición a Asia Central de 138 a 126 a. C., fresco de las cuevas de Mogao, 618-712 d. C.

En el suroeste se encontraban los territorios de los yuezhi, con los grecobactrianos aún más al sur, más allá del Oxus.

« El gran Yueh-chih está situado a unos 2000 o 3000 li al oeste de Dayuan; habitan al norte del río Kuei (Oxus). Al sur de ellos está Daxia (bactrianos), al oeste, Anxi (partos); al norte Kangju (sogdianos)».
Memorias históricas, 123.5b

El Shǐjì (Memorias históricas) explica entonces que los yuezhi habitaban originalmente el corredor del Hexi, antes de ser derrotados por los xiongnu bajo el mando de Modun y, posteriormente, por su hijo en el año 176 a. C., lo que les obligó a ir más allá del territorio de Dayuan y a reasentarse en el oeste, a orillas del Oxus, entre el territorio de Dayuan y Bactria, en el sur. 

#### Habitantes de ciudades urbanizadas
Según Zhang Qian, las costumbres del pueblo dayuan eran idénticas a las de los griegos del sur de Bactria, que crearon el reino grecobactriano de la época.

« Sus costumbres (las de los bactrianos) son las mismas que las de Dayuan. El pueblo tiene moradas fijas y vive en ciudades amuralladas y casas regulares como el pueblo de Dayuan. No tienen grandes reyes ni jefes, pero en todas sus ciudades amuralladas y asentamientos han instalado pequeños reyes».
Memorias históricas, 123.3b

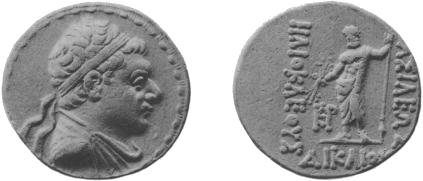
Moneda de plata del rey grecobactriano Heliocles I (150-125 a. C.) en la época de la embajada de Zhang Qian.

Se les describe como ciudadanos urbanos, a diferencia de otras poblaciones como los yuezhi, wusun o xiongnu, que eran nómadas. 

#### Aspecto y cultura
Las Memorias históricas comentan su aspecto caucásico y la cultura del pueblo dayuan:

«Aunque los estados de Dayuan Oeste y Anxi hablan lenguas bastante diferentes, sus costumbres son generalmente similares y sus idiomas mutuamente inteligibles. Todos los hombres tienen ojos profundos y abundantes barbas y bigotes. Son hábiles comerciantes y regatean al cien por cien. Las mujeres son tenidas en alta estima y los hombres toman decisiones siguiendo el consejo de sus esposas».

En los alrededores de Dayuan se elabora vino de uva. Las personas ricas almacenan hasta 10 000 piedras o más en sus bodegas, y lo conservan durante varias decenas de años sin que se estropee. El pueblo es aficionado al vino.
Memorias históricas, 123

Los archivos de las Memorias históricas y el Libro de Han describen que los Dayuan contaban con varios cientos de miles de personas que vivían en 70 ciudades fortificadas de diferentes tamaños. Cultivaban arroz y trigo y elaboraban vino de uva.
Según las Memorias históricas, las uvas y la alfalfa fueron introducidas en China desde Dayuan tras la embajada de Zhang Qian:

«Las regiones de Dayuan producen vino a partir de la uva, y los habitantes más ricos conservan hasta 10 000 piedras) o más. Se puede conservar durante veinte o treinta años sin que se estropee. A la gente le gusta el vino y a los caballos la alfalfa. Los enviados de los Han llevaron a China semillas de uva y alfalfa y el emperador intentó por primera vez cultivar estas plantas en zonas de suelo rico. Más tarde, cuando los Han adquirieron un gran número de "“caballos celestiales”" y los enviados de estados extranjeros empezaron a llegar con sus productos, los terrenos de los palacios de verano y las torres de recreo del emperador se plantaron con uvas y alfalfa hasta donde alcanzaba la vista».

Las Memorias históricas también afirman que la fundición fue introducida en la zona de Dayuan por desertores Han:

«... la fabricación de monedas y vasos era desconocida hasta entonces. Sin embargo, más tarde, cuando algunos de los soldados chinos adscritos a las embajadas Han huyeron y se entregaron a la población local, esta les enseñó a fundir metal y fabricar armas».

## Guerra Han-Dayuan

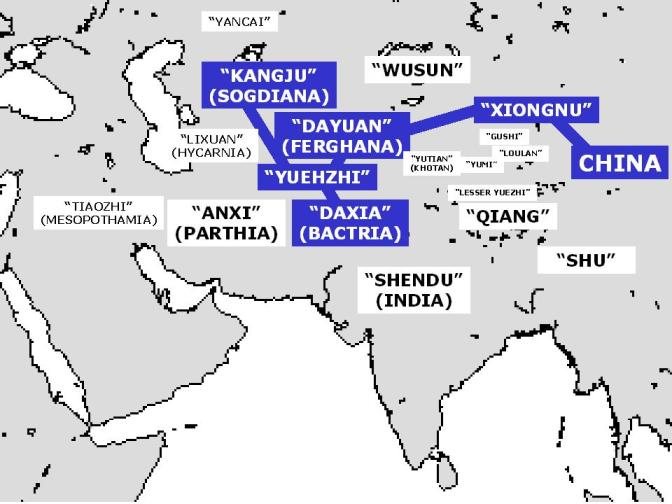
Las regiones visitadas por el embajador del emperador chino Wudi (en azul) y los nombres de las regiones descritas en su informe de viaje (en gris).

Siguiendo los informes de Zhang Qian (enviado originalmente para obtener una alianza con los yuezhi contra los xiongnu, en vano), el emperador chino Han Wudi se interesó por desarrollar relaciones comerciales con las sofisticadas civilizaciones urbanas de Ferganá, Bactria y Partia: «El Hijo del Cielo al oír todo esto razonó así: Ferghana (Dayuan), las posesiones de Bactria y Parthia son países grandes, llenos de cosas raras, con una población que vive en moradas fijas y que se dedica a ocupaciones algo similares a las del pueblo chino, pero con ejércitos débiles y valorando mucho los ricos productos de China»(Memorias históricas, 123). Posteriormente, los chinos enviaron muchas embajadas, unas diez al año, a estos países y hasta Siria seléucida. «Así, se enviaron más embajadas a An-si (el Imperio parto), An-cai (los aorsi o alanos), Li-kan (Siria bajo los seléucidas), T'iau-chi (Caldea) y Shon-tu (India).... Generalmente, se han realizado algo más de 10 misiones de este tipo en un año, con un mínimo de cinco o seis».(Memorias históricas, 123) 

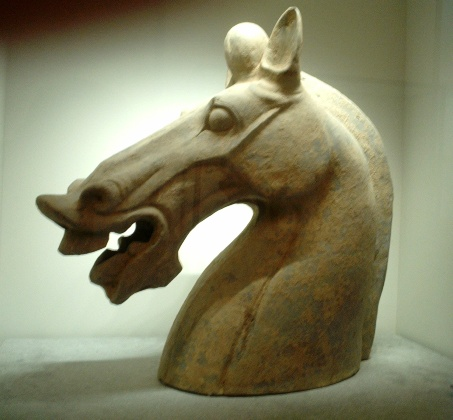
Fragmento de una escultura de caballo de terracota de la última dinastía Han (- a. C. o d. C.)

Los chinos también se sintieron muy atraídos por los grandes y poderosos caballos de Ferganá (“caballos celestiales”) que poseían los dayuan, que eran de suma importancia para luchar contra el pueblo nómada xiongnu. La negativa de los dayuan a proporcionarles suficientes caballos y una serie de conflictos y faltas de respeto mutuas provocaron la muerte del embajador chino y la confiscación del oro enviado como pago por los caballos.
Enfurecido y pensando que los dayuan eran débiles, el emperador chino envió en el año 104 a. C. a Li Guangli, el hermano de su concubina favorita. Se le entregaron 6000 jinetes y «30.000 jóvenes de mala reputación de las provincias». El general Li perdió muchos hombres por el camino en pequeñas batallas con los líderes locales. Tras una grave derrota en un lugar llamado Yucheng Li, llegó a la conclusión de que no era lo suficientemente fuerte como para tomar la capital enemiga y regresó a Dunhuang (hacia el 102 a. C.). 
El emperador Wudi respondió dándole a Li Guangli un ejército mucho más grande y un gran número de bueyes, burros y camellos para transportar alimentos. Con esta fuerza, no tuvo ninguna dificultad para llegar a Ershi, la capital de Dayuan. Tras 40 días de asedio, los chinos abrieron una brecha en la muralla exterior y cortaron el suministro de agua. Los nobles de Ershi mataron a su rey y enviaron su cabeza a Li Guangli, ofreciendo a los chinos todos los caballos que quisieran. Li aceptó la oferta, nombró a uno de los nobles como nuevo rey y se retiró con los caballos. A su regreso, todos los estados pequeños aceptaron la soberanía china. Llegó a la Puerta de Jade alrededor del año 100 a. C. con 10 000 hombres y 1000 caballos.
Los contactos con Occidente se restablecieron tras el tratado de paz con Yuan. Se enviaron de nuevo embajadores a Occidente y caravanas a Bactria.

## Era del comercio e intercambio cultural entre Oriente y Occidente
La Ruta de la seda se originó esencialmente en el siglo I a. C., a raíz de los esfuerzos de China por consolidar una ruta hacia el mundo occidental, tanto a través de asentamientos directos en la región de la cuenca del Tarim como de relaciones diplomáticas con los dayuanos, partos y bactrianos más al oeste.
Pronto se produjo un intenso comercio, confirmado por el alto interés romano por la seda china (suministrada por los partos) a partir del siglo I a. C., hasta el punto de que el Senado romano promulgó, en vano, varios edictos prohibiendo el uso de la seda, por razones económicas y morales. Así lo atestiguan al menos tres importantes autores: 
- Estrabón (64/63 a. C. - c. 24 a. C.).
- Séneca  (c. 3 a. C. – 65 d. C.).
- Plinio el Viejo (23 - 79 d. C.)

También fue la época en la que la fe budista y la cultura grecobudista comenzaron a viajar por la Ruta de la seda, entrando en China alrededor del siglo I a. C.